# Sheridan (Wyoming)

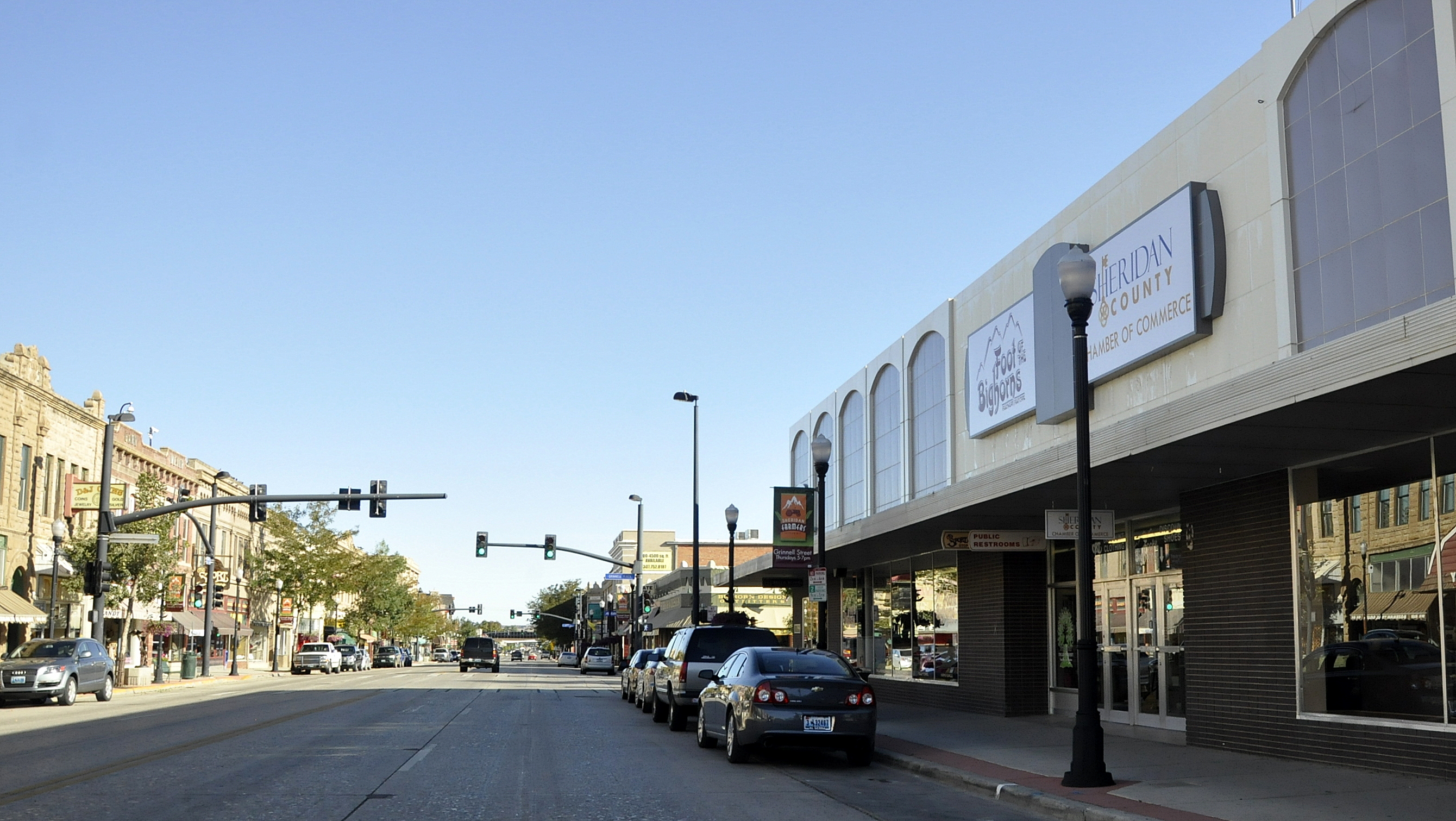
Sheridan - South Main St.

Sheridan is een plaats (city) in de Amerikaanse staat Wyoming, en valt bestuurlijk gezien onder Sheridan County. De Sheridan Inn, gebouwd in 1893, is een bekend hotel met een rijk verleden in deze plaats.

## Demografie
Bij de volkstelling in 2000 werd het aantal inwoners vastgesteld op 15.804.
In 2006 is het aantal inwoners door het United States Census Bureau geschat op 16.429, een stijging van 625 (4,0%).

## Geschiedenis
Sheridan werd op het einde van de 19e eeuw op de kaart gezet door John D. Loucks. Hij noemde de plaats naar een bekende generaal uit de Amerikaanse Burgeroorlog Philip Sheridan. De bouw van faciliteiten in 1892 voor de Chicago, Burlington en Quincy spoorwegmaatschappij bracht economische activiteit naar Sheridan. Het inwonersaantal steeg van 281 in 1890 tot bijna 5000 in 1910. Sheridan groeide uit tot een centrum voor handel en politiek. In 1902 kreeg Sheridan een spoorwegverbinding met Billings en bijgevolg ook met Yellowstone National Park.
In het historisch spoorwegdistrict rond E. 5th St. en Gould St. staan onder meer het reeds vermelde Sheridan Inn en het spoorwegdepot uit 1892. Rond 1920 nam het belang van passagiersvervoer per trein sterk af. Vanaf 1969 werd de spoorlijn alleen nog voor goederenvervoer gebruikt. Garages en benzinestations verschenen in het stadsbeeld.

## Geografie
Volgens het United States Census Bureau beslaat de plaats een oppervlakte van
22,0 km², geheel bestaande uit land.

## Afbeeldingen

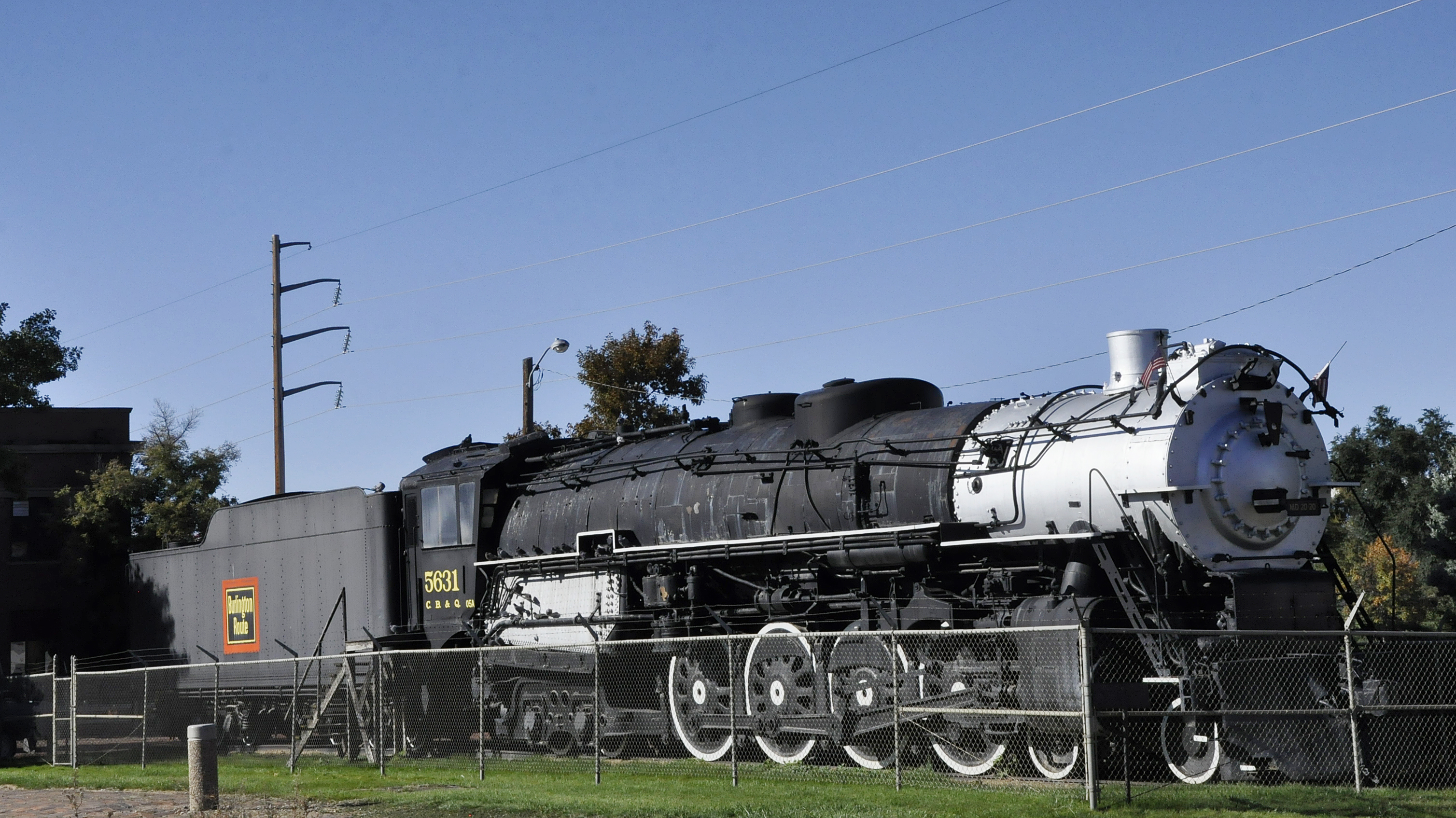
Een stoomlocomotief van de Chicago, Burlington en Quincy spoorwegmaatschappij

## Plaatsen in de nabije omgeving
De onderstaande figuur toont nabijgelegen plaatsen in een straal van 56 km rond Sheridan.